# Haubenguan
Der Haubenguan (Penelope purpurascens), auch Rostbauchguan ist ein Hühnervogel aus der Familie der Hokkohühner (Cracidae).
Der lateinische Artzusatz bedeutet purpurfarben.
Der Vogel ist Standvogel von Südmexiko bis zum äußersten Nordwesten Perus und bis Nordvenezuela.
Das Verbreitungsgebiet umfasst baumbestandene Lebensräume aller Art, bevorzugt im Flachland, und reicht von Meereshöhe bis zu 2000 bzw. 2500 m Höhe.

## Merkmale
Der Vogel ist truthahngroß, 76 bis 91 cm lang und wiegt um die 2 kg. Es gibt keinen Unterschied zwischen den Geschlechtern. Der Körper ist relativ klein im Verhältnis zu den langen Flügeln und dem Schwanz. Das Gefieder ist überwiegend dunkel oliv-braun mit leichtem grünlichen oder purpurfarbenem Schimmer, an der Brust mit weißen Rändern. An der Kehle finden sich einzelne Borsten, die Wamme ist dunkelrot. Die Schopffedern sind normalerweise aufgestellt. Die Iris ist rot, der Schnabel schwärzlich. Jungvögel sind noch blasser und haben ein schwarzbraun geflecktes Gefieder.

## Stimme
Der Ruf des Männchens wird wie bei anderen Hokkohühnern laut als wiederholtes „yoink yoink …“ oder „kyeh-kyeh-keyh …“ beschrieben.

## Lebensweise
Die Art tritt meist in Paaren oder kleinen Gruppen auf, fast immer auf Bäumen, nur selten am Boden.
Die Brutzeit liegt in Costa Rica zwischen März und Juni. Das Gelege besteht meist aus zwei grau-weißen Eiern, die über 26 Tage ausgebrütet werden.

## Ernährung
Die Nahrung besteht aus frischen Früchten, die üblicherweise in Gruppen hoch in den Baumwipfeln gesucht werden.

## Geografische Variation
Es werden folgende Unterarten anerkannt:
- P. p. purpurascens Wagler, 1830, Nominatform, – Mexiko, Honduras und Nicaragua
- P. p. aequatorialis Salvadori & E. Festa, 1900 – Südhonduras und Nicaragua bis Westkolumbien und Südwestecuador
- P. p. brunnescens Hellmayr & Conover, 1932 – Nordkolumbien bis Osten Venezuelas

## Gefährdungssituation
Der Bestand gilt als nicht gefährdet (Least Concern), er ist jedoch von Habitatverlust und Jagddruck bedroht.